# De Zandhoeve
De Zandhoeve is een landhuis aan de Hoofdstraat 89 te Beetsterzwaag.
De Zandhoeve werd in 1929/1930 gebouwd in opdracht van de toenmalige burgemeester Jacob Bleeker door de architect S.A. Veenstra. Het is een van zijn vroegste bouwwerken. Het huis werd gebouwd in de expressionistische stijl van de Amsterdamse School. In 1961 werd het huis verbouwd en verder uitgebreid naar een ontwerp van de architect P. Niesten voor de toenmalige bewoner, een huisarts. In 2007 kreeg de villa een nieuwe eigenaar, die de architect H. Heijdeman de opdracht gaf de villa aan te verbouwen om het woongenot te verbeteren. Daartoe zijn alle uitbouwen verwijderd, waarmee ruimte ontstond om de villa te vergroten. In een gelijke detaillering is de rietgedekte kap naar achteren door getrokken. In deze uitbreiding is op de begane grond de woonkeuken gesitueerd. Aan de woonkeuken ligt in de tuin een verhoogd terras, waardoor een direct gebruik van de tuin mogelijk is. Aan het verhoogde terras is tevens een zwembad gebouwd, uitgevoerd met een houten gevelbekleding en een met leien gedekt zadeldak. Het huis werd in 1999 erkend als rijksmonument.